# Drapeau du Conseil nordique

Drapeau du Conseil nordique depuis 2016 ; en proportions 3:4.

Ancien drapeau du Conseil nordique (1984-2016), en proportions 2:3.

Le drapeau du Conseil nordique est bleu (PMS 300 U), avec en son centre un motif circulaire stylisé représentant un cygne blanc. Le symbole du cygne a été choisi pour représenter le Conseil nordique et le Conseil nordique des ministres en 1984. Le cygne nordique symbolise la confiance, l'intégrité et la liberté. Il est également conçu pour symboliser une coopération nordique plus large.
Avant 2016, le drapeau était blanc, avec un motif circulaire stylisé représentant un cygne blanc sur un disque bleu ( Pantone Reflex Blue C). Le cygne autant de plumes qu'il y avait de membres dans le conseil : Danemark, Finlande, Islande, Norvège, Suède, Åland, îles Féroé et Groenland. Le drapeau a été conçu par l'artiste finlandais Kyösti Varis.
Il est à noter que tous les membres du Conseil, à l'exception du Groenland, utilisent un drapeau à la croix nordique.

## Voir également
- Le Cygne blanc
- Drapeaux des organisations internationales
- Drapeau de l'union de Kalmar